# Allium bakhtiaricum
Allium bakhtiaricum là một loài thực vật có hoa trong họ Amaryllidaceae. Loài này được Regel mô tả khoa học đầu tiên năm 1875.